# Ной-Больтенхаген
Ной-Больтенхаген (нем. Neu Boltenhagen) — община в Германии, в земле Мекленбург-Передняя Померания.
Входит в состав района Восточная Передняя Померания. Подчиняется управлению Лубмин.  Население составляет 653 человека (на 31 декабря 2010 года). Занимает площадь 24,37 км².
Коммуна подразделяется на 3 сельских округа.